# Anacarsi Nardi
Pour les articles homonymes, voir Nardi.
Anacarsi Nardi (né le 21 décembre 1800 à Apella di Licciana et mort le 21 juillet 1844 à Rovito) est un patriote italien du Risorgimento.

## Biographie
Libéral modéré, Anacarsi Nardi est appelé à Modène par son oncle, l’avocat Biagio Nardi, devenu chef du gouvernement provisoire avec le titre de Dictateur et est nommé secrétaire du gouvernement. Après l’échec de l’insurrection, l’oncle et le neveu trouvent refuge à Corfou où se creuse un désaccord entre eux.
Anacarsi Nardi décide de poursuivre la lutte par n’importe quels moyens et il s’unit aux frères Bandiera avec lesquels il entreprend en 1844 une expédition dans le royaume des Deux-Siciles avec l’intention d’y provoquer une révolte. L’expédition tourne court, le groupe est vaincu sous le feu des soldats liés aux Bourbons et les survivants, parmi lesquels se trouvait Anacarsi Nardi furent fusillés dans le vallon de Rovito.
La dépouille de Nardi fut retrouvée et il fut enterré sous l’église de Cosenza. Le 2 octobre 1910, ses restes furent transférés solennellement au village natal.